# 玛丽·麦克唐奈
玛丽·艾琳·麦克唐奈（英語：Mary Eileen McDonnell；1952年4月28日—）   是一位美国女演员。她获得了奥比奖、土星奖和两项奥斯卡金像奖、两项金球奖和两项黄金时段艾美奖提名。
麦克唐纳的职业生涯始于舞台演员，在地区性和非营利性的戏剧作品中表演，之后她在Garbo Talks (1984) 中首次亮相。她最出名的是她在电影《与狼共舞》（1990）、 Grand Canyon （1991）、Passion Fish（1992）、《天煞-地球反擊戰》（1996）、《怵目驚魂28天》（2001）和《孖展風雲》（2011）中的角色。作为电视连续剧《太空堡垒卡拉狄加》（2004-2009）、《真相追擊》（2009-2012）和《重案组》（2012-2018）。